# Egidius Martinus Jonckbloet
Egidius Martinus Jonckbloet (Eindhoven, 14 december 1818 - Eindhoven, 19 maart 1880) is een voormalig wethouder van de Nederlandse stad Eindhoven. 
Jonckbloet werd geboren als zoon van Jacobus Jonckbloet en Helena van de Berk. Hij was lid van de schoolcommissie, lid van het kiescollege in Eindhoven van 1847 tot 1850, raadslid vanaf 1851 en wethouder vanaf 1853 tot aan zijn dood in 1880.  
Hij trouwde te Eindhoven op '6 juni 1844 met Hendrica Theresia van Dijck, dochter van Johannes Arnoldus van Dijck en Huberdina van Antwerpen, kleindochter van burgemeester Godefridus van Dijk, geboren te Eindhoven op 3 maart 1810, overleden in Eindhoven op 15 augustus 1875.